# ヒレザンショウ

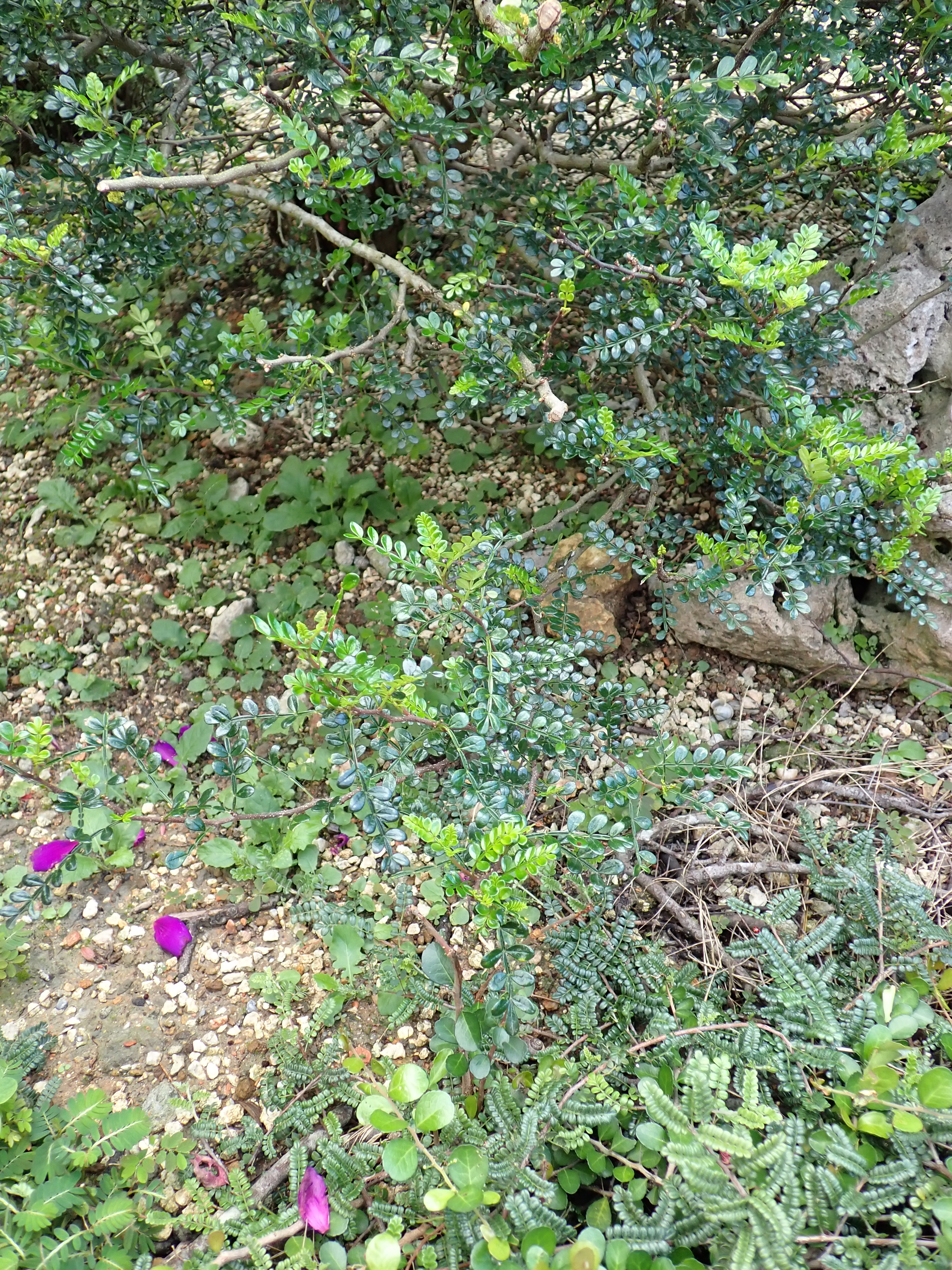
葉軸に翼のあるヒレザンショウ（上）と、翼の無いテンノウメ（右下）の比較

ヒレザンショウ（鰭山椒、学名：Zanthoxylum beecheyanum var. alatum）はミカン科サンショウ属の常緑小低木。方言名サンス、センスルギ、サンショウギ。沖縄県絶滅危惧Ⅱ類（VU）。

## 特徴
高さ0.3–1.5 m。枝には対生する刺がある。葉は小葉3–7対の奇数羽状複葉が互生する。葉は両面無毛。小葉は楕円形、長さ0.5–1.5 cmで側小葉は対生。葉軸に幅1 mmほどのヒレ状の翼がある。葉を揉むと山椒に似た香りがする。よく似たバラ科のテンノウメは刺が無く葉に毛があり、香りは無い。（画像参照）雌雄異株。花は腋生の集散花序で、雄花は淡黄色、雌花は赤色。実は径3 mmで赤く、中に黒い光沢のある種子がある。

## 分類
小笠原に分布する基準変種のイワザンショウZ. beecheyanum var. beecheyanumに比べ、小葉がやや大きく、翼が目立つことなどが違いとされるが、大東諸島のものはイワザンショウとする見解や、両者を区別しない見解もある。

## 分布と生育環境、利用
徳之島～先島諸島。海岸のサンゴ礁石灰岩地域の岩場に生育。薬用、庭木、盆栽用として盗掘され、自生地が減少している。葉や果実は山椒の代用にされる。

## ギャラリー
- 枝上の対生する刺
- 雄花
- 実の中に黒い種子が見える